# Umberto Da Preda
Umberto Da Preda (Venezia, 23 gennaio 1935 – Venezia, 26 dicembre 2013) è stato un cantautore italiano.
È stato una figura importante nella storia della canzone veneziana.

## Biografia

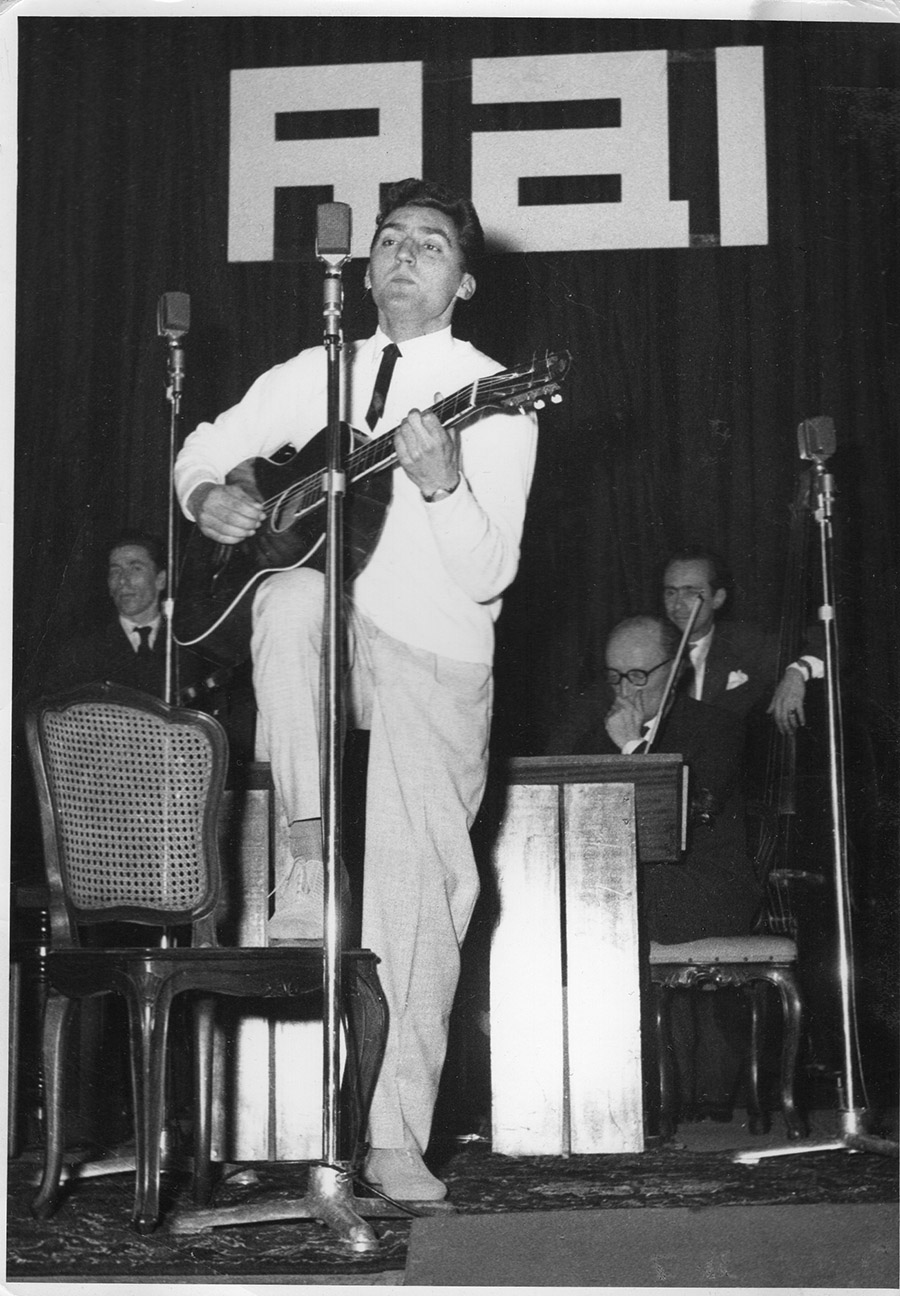
Rai

Umberto Da Preda nasce nel 1935 nel sestiere di Cannaregio a Venezia.
- Nel 1957 la RAI Radio Televisione Italiana indice un concorso amatoriale radiofonico per cantanti di sesso maschile in tutta Italia "Il Caminetto d'Oro" , Consisteva in un concorso canoro dove ogni regione portava un partecipante, vinse Umberto da Preda (che entro come concorrente della regione Veneto). Il concorso durò per 5 mesi e tutta l'Italia poteva votare tramite posta.
- Nel 1958 la canzone "Ciaro De Luna" creata insieme al paroliere Emilio De Sanzuane fu introdotta dentro il film "La prima notte" "The venetian wedding" film, coproduzione italo-francese diretta dal regista Alberto Cavalcanti, con Vittorio De Sica, Martine Carol e Claudia Cardinale.
- Nel 1959 fu ospite speciale a Copenaghen presso "Tivoli" , ad una serata speciale dedicata a Venezia,
- Nel 1959 al suo ritorno iniziò una collaborazione con Hotel Cipriani di Venezia durata per molti anni.
- Nel 1960 fu contattato per una tournée trimestrale per l'isola Eleuthera delle Bahamas, per esibirsi durante l'estate per alcuni ospiti speciali quali Richard Nixon, Bob Hope, Ginger Rogers che trascorrevano li le loro vacanze.

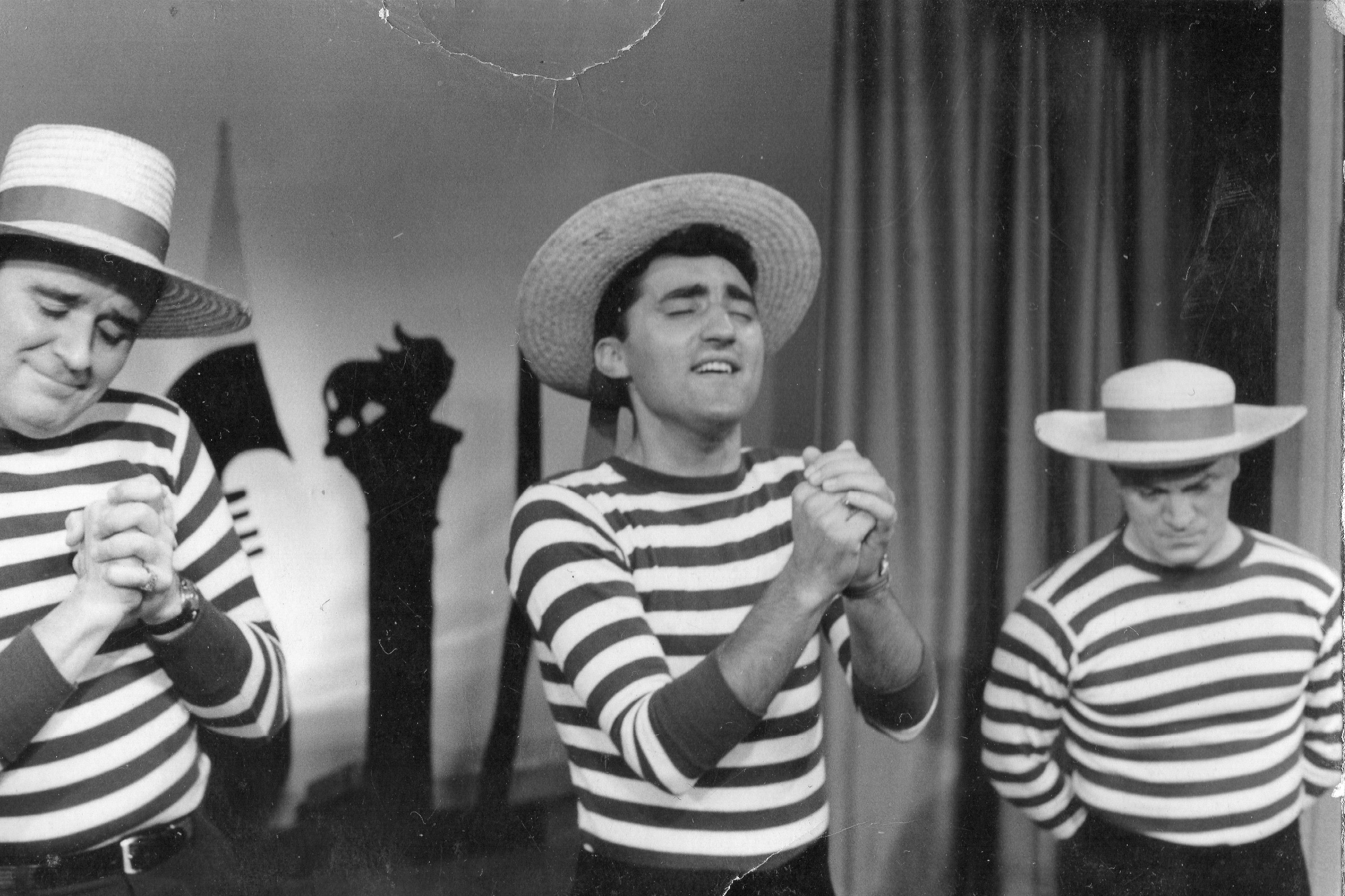

- Nel 1961 a Miami , alla N.B.C.,  fu ospite del famoso programma americano "Play your Hunch".

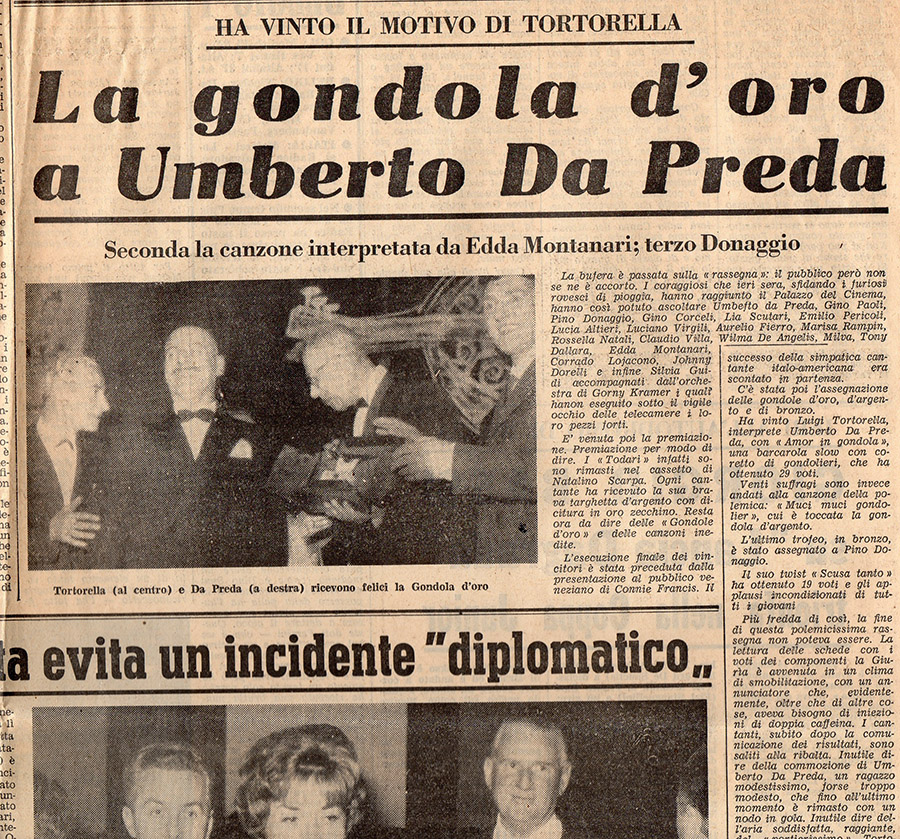

- Nel 1962 fu indetto un concorso a livello nazionale "La Gondola D'Oro" avente il comune denominatore le canzoni veneziane cantate dai più celebri artisti in voga, quali Claudio Villa, Johnny Dorelli, Orietta Berti, Pino Donaggio. In quell'occasione Umberto Da Preda vinse il primo premio con la canzone scritta da Tortorella dal titolo "Amore in Gondola". Sede dell evento il Lido di Venezia Nel 1963 in un party esclusivo e riservato per la regina Elisabetta II ,eseguì una sua esibizione in forma privata.
- Nel 1964 in Finlandia incide due 45 giri per la casa discografica "La voce del padrone"
- Tra il 1966 e il 1970 in Ohio U.S.A. partecipò al "International Rike's Foreign Bazar".
- L'anno dopo insieme Shirley Bessy esegui una esecuzione congiunta presso  "Miramonti Hotel" di Cortina D'Ampezzo.
- Nel 1971 . La canzone  "Quando vedo la mia Venezia"  fece da colonna sonora al film "A nice girl like me" .
- Nel 1972 Radio Capodistria dispose una serie di puntate sulla musica popolare veneziana e su una puntata è fu ospite speciale.
- Nel 1979 gli venne assegnato il premio "Veneziano Dell' anno".
- Nel 1987 gli venne consegnato il premio "Leone D'oro".
- Tra gli anni 90 e 2000 lavorò presso l'Hotel Danieli di Venezia,  Principe Leopoldo di Lugano , continuando ad incidere altri CD per diverse case discografiche.

## Concorsi e premi

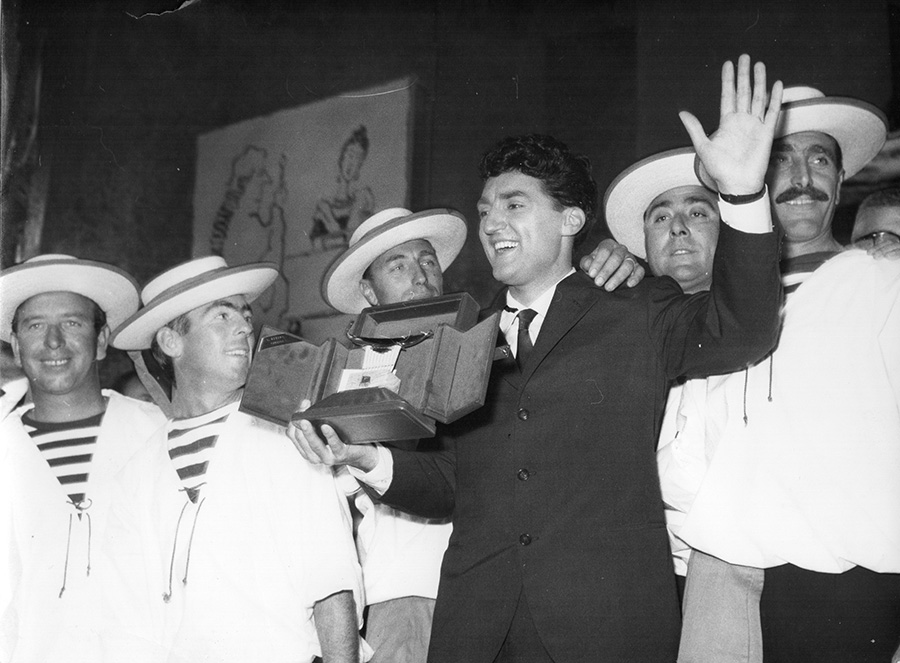

| ANNO | TITOLO CONCORSO                                 | TIPOLOGIA | POSIZIONE |
| ---- | ----------------------------------------------- | --------- | --------- |
| 1957 | RAI Una ribalta per i giovani "Caminetto d'oro" | Concorso  | 1º Premio |
| 1962 | "Gondola D'oro"                                 | Concorso  | 1º Premio |
| 1979 | Associazione Settemari "Veneziano dell'anno "   | Premio    | 1º Premio |
| 1986 | "Premio all'ordine del Leone D'oro di Venezia"  | Premio    | 1º Premio |

## Discografia
| ANNO | FORMATO               | CASA EDITRICE           | TITOLO                                      | BRANI                                         |
| ---- | --------------------- | ----------------------- | ------------------------------------------- | --------------------------------------------- |
| 1958 | 45"                   | Edizioni Musicali Edera | Umberto Da Preda                            | L'uomo delle caverne / Amore in Blues         |
| 1958 | 45"                   | Fonit Cetra             | Umberto Da Preda                            | Venezia T'amo / Amore in Gondola              |
| 1958 | 45"                   | Fonit Cetra             | Umberto Da Preda                            | Voga e va / Vien mia tortorela (dime de si)   |
| 1958 | 45"                   | Fonit Cetra             | Umberto Da Preda                            | Ave Maria no morro / Marieta monta in gondola |
| 1958 | 45"                   | Fonit Cetra             | Umberto Da Preda                            | Dondola Dondola / Apuntamento a Venezia       |
| 1958 | 45" Extended          | Fonit Cetra             | Umberto Da Preda e la sua chitarra          | 4 brani                                       |
| 1958 | 45"                   | RCA                     | Umberto Da PReda                            | La biondina in gondoleta / Bela Putela        |
| 1960 | 45"                   | RCA                     | Umberto Da Preda                            | La famegia dei gobon / Vin bianco             |
| 1960 | 45"                   | RCA                     | Umberto Da Preda                            | Voga voga cocola / Barcheta va                |
| 1960 | 45" Extended          | RCA Camden              | Song of Venice                              | 4 brani                                       |
| 1962 | 33"                   | Fonit Cetra             | My darling Venice                           | 1 brano dentro compilation artisti vari       |
| 1964 | 45"                   | La voce del padrone     | Umberto da preda ja Eino Virtasen Orkesteri | Bella Bambina / Leena                         |
| 1970 | 33" LP e musicassetta | RCA                     | Venezia T'amo                               | 12 brani                                      |
| 1970 | 33" LP e musicassetta | RCA                     | Sognando Venezia                            | 12 brani                                      |
| 1972 | 33" LP e musicassetta | RCA                     | Ciao Venezia                                | 12 brani                                      |
| 1972 | 33" LP e musicassetta | RCA                     | Canzoniere Veneto                           | 12 brani                                      |
| 1977 | 33" LP e musicassetta | RCA                     | Le canzoni di Venezia                       | 12 brani                                      |
| 1981 | 33" LP e musicassetta | RCA                     | Ciao Venezia                                | 12 brani                                      |
| 1983 | 33" LP e musicassetta | Gala Records            | Da Venezia con amore                        | 14 brani                                      |
| 1995 | CD e musicassetta     | Gala Records            | Umberto Da Preda, Da venezia con amore      | 14 brani                                      |
| 1996 | CD e musicassetta     | Duck Records            | Venezia Tu                                  | 14 brani                                      |
| 1998 | CD e musicassetta     | BMG Music               | Campanili d'Italia                          | 12 brani                                      |
| 1998 | CD e musicassetta     | Gala Records            | Italiacanta - Venezia                       | 15 brani                                      |
| 1999 | CD e Digital download | Duck REcords            | Sweet Italy volume 2                        | 1 brano dentro compilation artisti vari       |
| 1999 | CD e Digital download | BMG Music               | Italian Horizons                            | 1 brano dentro compilation artisti vari       |
| 2005 | CD e Digital download | Duck Records            | Ciao Venezia Umberto Da Preda               | 17 brani                                      |
| 2005 | Cd e Digital download | Duck Records            | Venezia Tu Umberto Da Preda                 | 16 brani                                      |
| 2012 | Digital download      | Duck Records            | Italian Folk Music Volume 1                 | 13 brani                                      |
| 2012 | Digital download      | Duck Records            | Italian Folk Music Volume 2                 | 13 brani                                      |
| 2014 | CD                    | Edizioni Musicali Edera | L'ultimo canto                              | 4 brani dentro compilation artisti vari       |
| 2016 | CD                    | Edizioni Musicali Edera | Venetian Songs                              | 3 brani dentro compilation artisti vari       |

## Canzoni come autore
| ANNO | CANZONE               | AUTORE DEL TESTO   | AUTORE DELLA MUSICA                |
| ---- | --------------------- | ------------------ | ---------------------------------- |
| 1958 | Ciaro de luna         | Emilio De Sanzuane | Umberto Da Preda                   |
| 1959 | Vecchia Venezia       | Emilio De Sanzuane | Arturo Casadei e Umberto Da Preda  |
| 1959 | Boca da basi          | Emilio De Sanzuane | Italo Salizzato e Umberto Da Preda |
| 1959 | Le donne gà un tesoro | Emilio De Sanzuane | Italo Salizzato e Umberto Da Preda |
| 1959 | Che belina            | Emilio De Sanzuane | Umberto Da Preda                   |